# Gare de Wattignies - Templemars
Gare de Wattignies - Templemars vasútállomás Franciaországban, Templemars településen.

## Vasútvonalak
Az állomást az alábbi vasútvonalak érintik:
- Párizs-Lille-vasútvonal

## Kapcsolódó állomások
A vasútállomáshoz az alábbi állomások vannak a legközelebb:
- Gare de Ronchin
- Gare de Seclin